# 황혼의 투쟁
황혼의 투쟁 (Twilight Struggle: The Cold War, 1945 - 1989)는 2인용 카드 기반 전략 게임으로 냉전을 주제로 한다. 한 플레이어는 미국(아메리카 합중국)을, 다른 플레이어는 소비에트 연방(소련)을 플레이한다. 이 게임의 제목은 아래의 케네디 취임 연설에서 가져왔다.
| “ | "이제 나팔 소리가 우리를 다시 부르고 있습니다. 무기가 필요하지만 무기를 들라는 부름이 아닌, 전투 태세이지만 전투를 위한 부름이 아닌, 기나긴 투쟁의 짐을 지라는 부름입니다." 원문 "Now the trumpet summons us again, not as a call to bear arms, though arms we need; not as a call to battle, though embattled we are- but a call to bear the burden of a long twilight struggle..." | ” |

황혼의 투쟁은 2010년 12월 이래 보드게임기크(BoardGameGeek)에서 가장 높은 순위에 머무르고 있다.

## 게임 방식
황혼의 투쟁(Twilight Struggle)의 빅토리포인트(Victory Point) 시스템은 미국과 소비에트 연방이 함께 빅토리포인트 트랙과 마커를 사용한다. 트랙은 음수 20(소비에트 연방이 완료해야 할 빅토리포인트)에서 양수 20(미국이 완료해야 할 빅토리포인트)까지 계속되며, 빅토리포인트 마커는 중간에 있는 0에서 시작한다. 10회 전이 끝날 때까지 빅토리포인트 마커를 소비에트 연방은 음수, 미국은 양수의 트랙 맨 끝에 도달하게 하거나 머물게 하는 것이 각 플레이어의 목표이다. 또한, 플레이어는 유럽 빅토리포인트 카드가 플레이될 때 유럽을 제어함으로써 게임에 이길 수도 있다. 추가적으로 어느 플레이어가 자신의 단계에서 핵 전쟁을 일으킴으로써 게임에 질 수도 있다.
게임 카드 103장(세 번째 디럭스 판: 110장으로 확장)에는 이벤트 및 오퍼레이션 점수라는 두 가지 주요 기능이 있다. 각 카드는 두 가지가 아닌, 한 가지 효과로만 사용되며, 플레이어는 매 회마다 적어도 한 이벤트(‘Headline Event’)를 플레이해야 한다. 플레이어는 오퍼레이션 점수로 한 개 이상의 국가에 영향을 미치거나, 한 국가에서 쿠데타 시도, 국가 상태 재정렬, '우주 경쟁(Space Race)'에서 초강대국(Superpower)의 지위를 향상시킬 수 있다. 이벤트로 미국 중앙정보국 창출, 베를린 봉쇄, 쿠바 미사일 위기와 같은 특별한 역사적인 사건이나 핵실험 금지조약, 반전 시위, 올림픽 게임에서의 우세한 연기 등과 같은 좀 더 일반적인 사건들을 묘사한다.
이벤트는 미국 또는 소비에트 연방, 어떤 경우에는 양쪽 모두를 돕는다. 많은 다른 카드 주도 게임과는 달리, 우주 경쟁(신중한 '안전 밸브'로써 카드의 이벤트가 발생되지 않기를 바랄 때 사용) 외에 상대편 나라와 관련된 다른 이벤트 카드를 플레이하면, 그 이벤트는 상대편을 위해 발생한다. 즉, 플레이어는 자신을 돕기 위해 상대방을 강제로 돕게 된다. 반면, 카드가 플레이어 자신을 지지하는 이벤트만 제시하면, 이벤트를 플레이할 건지 오퍼레이션 점수를 플레이할 건지에 대해 자유롭게 선택할 수 있다.
게임 카드들은 초기, 중기, 후기 전쟁의 세 가지 범주로 나뉜다. 처음 몇 회에서는 초기 전쟁 카드만 취급되며, 그 이후에 중기 및 후기 카드를 섞어서 카드 더미에 둔다. 이것은 역사적 사건들을 일반적인 연대기로 정리한 것으로, '미일안전보장조약(US-Japan Mutual Defense Pact)'는 '쿠바 미사일 위기(Cuban Missile Crisis)' 이전에 몇 차례 일어나기 쉽도록, '쿠바 미사일 위기'는 대개 로널드 레이건의 '악의 제국(Evil Empire)' 연설 전에 발생하도록 했지만, 특정 순서들은 게임마다 다양하다. 일반적인 연대는 달라질 수 있는데, 이는 대부분의 카드가 플레이된 후 카드덱에서 재사용되기 때문에, 플레이어는 초기 전쟁 카드의 이벤트를 오퍼레이션 점수로 사용함으로써, 게임 후반에 초기 전쟁 카드의 이벤트를 드러나게 한다
'인플루언스(Influence)'는 소비에트 연방 또는 미국을 선호하는 국가를 정렬하는 데 사용된다. 각 국가는 안정성을 표현하는 숫자, 인플루언스를 갖고 있으며, 플레이어가 그 나라를 제어하려면 그 나라 안에 있는 인플루언스보다 인플루언스를 더 많이 가지고 있어야 한다. 예를 들어, 인도의 안정성이 3이라고 할 때, 미국 플레이어가 인플루언스 2를 소비에트 연방 플레이어가 인플루언스 5를 갖고 있으면 소비에트 연방이 인도를 제어한다. 그러나 그 숫자가 2와 4라면, 그 차이는 3보다 작아 어느 플레이어도 인도를 제어할 수 없다. 액션 단계(액션의 '도미노 이론') 시작에서 인플루언스가 있었던 곳 또는 인접한 국가에 인플루언스를 놓을 수 있으며, 상대 플레이어가 이미 제어하는 국가에 놓을 경우에는 비용이 두 배가 된다. 높은 안정성 숫자를 가진 국가는 쿠데타에 덜 취약하다.
쿠데타 및 재조정은 어떤 지역에서 상대방의 영향력을 감소시킬 수 있다. 플레이어는 재정렬을 사용하여 국가에 있는 상대방 인플루언스를 감소시킬 수 있으며, 플레이어가 논의 중인 곳에 인플루언스를 소유했거나, 인접한 국가들을 제어하거나, 그 국가가 초강대국에 인접한 경우 좀 더 성공하기 쉽다.
쿠데타 시도를 해결하려면, 목표 국가의 안정성 숫자에 2를 곱한다. 주사위를 굴려서 나온 점수와 플레이한 카드에 있는 오퍼레이션 점수를 합한다. 변경된 주사위의 점수가 두 배로 된 안정성 숫자보다 크면, 그 쿠데타는 성공이다. 쿠데타가 성공하면, 그 결과 값에서 목표 국가에 있는 상대 인플루언스 점수를 제하며, 나머지 점수는 플레이어의 인플루언스 점수를 놓는데 사용된다.
쿠데타는 상대국이 장악하려는 대륙에서 발판을 회복하려고 할 때 효과적이며, 이미 자신의 인플루언스가 있는 국가나 그 인접 국가에서는 발생할 필요할 수 없다. ‘배틀그라운드(Battleground)’ 국가에서의 쿠데타는 핵 긴장을 증가시켜서 데프콘(DEFCON) 레벨을 1단계 낮춘다.
마지막 공작은 매 회마다 각 플레이어가 일정한 ‘밀리터리 오퍼레이션(military operations)’를 수행하는 것인데, 밀리터리 오퍼레이션이 데프콘 레벨과 같아야 하며, 그렇지 않으면 빅토리포인트를 빼앗긴다. 한국전과 같은 이벤트는 한 번에 끝나지만, 인도-파키스탄전, 아랍-이스라엘전과 같은 이벤트는 캠프데이비드 협정이 발생하기 전까지 여러 번 발생할 수도 있다. 이와 같은 전쟁 이벤트 플레이를 통해서 밀리터리 오프레이션을 충족시킬 수 있다. 나머지는 쿠데타를 통해서 이루어진다. 약간 다르게 묘사되는 베트남전은 미국 플레이어에게 매 회마다 카드 한 장을 폐기를 요구하는 이벤트로써 상대방이 그것을 끝내기 위해 성공적으로 주사위를 굴릴 때까지 효과적으로 무력하게 만든다. 비슷한 설명으로 소비에트 연방의 아프가니스탄 침공(the Soviet intervention in Afghanistan)이 있다.
엄밀히 말하면 이 게임은 2인용으로 다른 나라들은 미국 또는 소비에트 연방의 위성국가이거나 제어되지 않은 국가이다. 게임 디자이너의 노트에 이것은 냉전 사고방식의 내부 논리를 대변하는 것이며, 그 논리가 결함이 있는 것으로 현재 알려져 있어도, 역사적 참가자의 사고방식에 플레이어를 넣기 위함이라고 설명한다. 이것은 영국 및 프랑스 같은 작은 강대국에게 적용되는 데, 예를 들어, 샤를 드골(Charles de Gaulle) 장군의 특이한 외교 정책이 프랑스에서 소비에트 연방 인플루언스를 증가하는 이벤트로 간단하게 보여지는 것이다. 예외로, 중국은 지도에서 제어될 수 없는 대신에 오퍼레이션 값이 높으며 아시아에서만 사용되는 추가 보너스가 있다. 일반적으로 중국 카드는 뽑지 않으며 소비에트 연방 플레이어의 손에서 시작한다. 소비에트 연방 플레이어의 사용 후 미국 플레이어가 사용하는 순서로 사용이 계속되며, 중국 지위가 넘어감을 의미한다. 또한, 게임의 끝에 플레이어가 중국 카드를 가지고 있으면 빅토리 포인트 1점을 받는다(중국 카드는 보드에 있는 다른 국가들처럼 소비에트 연방이 처음에 영향을 주고 사용해야 한다는 규칙이 2011년 세 번째 디럭스 판에 소개됐다.).
국가를 제어할 인플루언스가 충분히 있어도 즉시 점수를 매기지 않는다. 중동, 중앙 아메리카, 유럽 등 지역 득점 카드가 플레이되어 전체 지역의 ‘프리젠스(presence)’, ‘도미네이션(domination)’, ‘컨트롤(control)’에 대한 점수를 매길 때 기여한다. 지역 득점 카드는 게임 내내 몇 번씩 뽑혀서 플레이된다. 채점시, 추가 포인트는 항상 득점 관련 지역에서 제어되는 배틀그라운드 국가의 수 및 상대편 강대국에 인접한 국가의 수에 따라 점수를 매기며, 아프가니스탄, 북한, 일본, 폴란드, 핀란드, 루마니아, 캐나다, 쿠바, 멕시코를 매우 중요하게 만든다. 유럽의 제어하면 플레이어가 확고하게 게임을 이길 수 있다. 동남아시아 득점 카드는 일회성이며, 게임 중반쯤에 뽑히기 쉬우며 실제 베트남전과 일치한다. 달 착륙을 향해 스페이스 레이스(Space Race)를 따라 전진하며 주기적으로 빅토리포인트를 얻을 수 있다. 또한, 이벤트 카드에 의한 득점도 가능하다.
첫 회에는 유럽, 아시아, 중동 지역에서 번번이 우위를 다투다가 수십 년 이후 아프리카 및 중남미 같은 지역으로 확대되는 것을 볼 수 있다. 후기 지역 득점 카드는 중반기 전쟁카드덱이 추가될 때까지 나타나지 않는다.
일반적으로 초기 게임은 소비에트 연방에게 약간 기울어져 있어서 아시아의 이벤트가 그 지역의 소비에트 연방 인플루언스 확장으로 이어진다. 반면, 소비에트 연방의 유럽 인플루언스 추가 배치를 방지하는 ‘체르노빌(Chernoby)', 소비에트 연방의 서유럽 인플루언스를 축소하는 ‘철의 여인 마거릿 대처(Iron Lady)’, ‘테어 다운 디스 월(Tear Down This Wall) 또는 연대자유노조(Solidarity) 같은 후기 전쟁 이벤트는 미국이 유럽, 특히 핵심 배틀그라운드 폴란드에서 인플루언스를 확장하는 것을 돕는다. 소비에트 연방과 나란히 있는 동유럽의 불안도 더욱 심각해진다. 소비에트 연방에 대한 몇 가지 강력한 이벤트가 균형을 잡아주며, 그 중 ‘알드리치 에임스의 간첩(the espionage of Aldrich Ames)’이 가장 주목할 만하다.

## 반응
제브 샬라싱어(Zev Shlasinger)는 황혼의 투쟁은 간결한 냉전 역사 수업을 제공하는데 두 강대국 사이의 투쟁 및 점령을 멋지게 요약했다고 논평했다. 게임의 접근성 및 디자이너의 지략이 결합된 황혼의 투쟁은 최근의 정치적 전쟁게임 발매품 중에서 탁월함을 뽐낸다고 덧붙였다.

## 수상
현시대의 최고 보드게임(Best Modern Era boardgame)에게 주는 2005년 찰스 로버츠(Charles S. Roberts) 상을 수상했고 2006년 최고 전쟁게임 및 2인용 최고 게임(2006 International Gamers Award)에게 주는 국제 게이머 상(International Gamers Award) 수상했다. 두 개의 국제적인 게이머 상을 수상한 것은 트와일라잇 스트러글이 최초이다. 또한, 2006년 훌률한 게임으로 다이아나 존스상(Diana Jones Award)에 지목됐으며, 2007년에 게임 잡지사로부터 최고의 역사 모의실험(Best Historical Simulation)으로 평가됐다.

## 같이 보기
GMT는 2012년 1989를 발행했는데 유럽 공산주의 정권의 붕괴를 다룬다. 이 게임은 트와일라잇 스트러글의 스페이스 레이스에 대응하는 천안문 사건(Tiananmen Square) 트랙과 아주 흡사하다.

## 참고 문헌
- 바셀(Vasel), 톰(Tom) (2006년 4월 26일). “Review of Twilight Struggle”. RPGnet. 2008년 5월 25일에 확인함.
- Peck, Michael (2007년 10월 29일). “Review: Cold War history is in the cards”. Training & Simulation Journal (TSJOnline.com). 2008년 6월 17일에 원본 문서에서 보존된 문서. 2008년 5월 25일에 확인함.
- McAleer, Jeff (2011년 5월 10일). “The Cold War is Hot! A Review of Twilight Struggle at The Gaming Gang”. The Gaming Gang (thegaminggang.com.com). 2008년 5월 8일에 확인함.
- Arneson, Erik. “Twilight Struggle - Cold War Board Game: An interview with game designers Jason Matthews and Ananda Gupta”. About.com: Board/Card Games. 2008년 4월 28일에 원본 문서에서 보존된 문서. 2008년 5월 25일에 확인함.
- Dr. Matt Carlson (2007년 6월 24일). “Cold War, Hot Game”. GamerDad.com. 2009년 7월 25일에 원본 문서에서 보존된 문서. 2008년 5월 25일에 확인함.